# Калмыков, Степан Владимирович
Степа́н Влади́мирович Калмыко́в (род. 19 января 1950, село Шанай, Тункинского аймака, Бурят-Монгольской АССР, СССР) — российский учёный и общественный деятель, доктор педагогических наук, член-корреспондент РАО. С 1995 года по 19 января 2015 — ректор Бурятского государственного университета (до 1 марта 1996 года — исполняющий обязанности ректора). Депутат Народного Хурала Республики Бурятия (до 2018 г.), почётный консул Республики Корея в Бурятии.

## Биография
Окончил с отличием в 1970 году факультет физической культуры Бурятского государственного педагогического института им. Д. Банзарова, в 1974 аспирантуру Московского областного педагогического института им. Н. К. Крупской.
Трудовую деятельность начал в 1970 году в качестве преподавателя физической культуры Боханского педагогического училища.
Работал ассистентом (1974—1976), старшим преподавателем (1976—1977), доцентом, заведующим кафедрой гимнастики и борьбы (1978—1987), деканом факультета физической культуры БГПИ (1987—1990). В 1990—1993 гг. — председатель Комитета Верховного Совета Республики Бурятия по науке, культуре, образованию, молодёжной политике и спорту. В 1993—1995 — ректор БГПИ. С 1995 по 2015 гг. — ректор Бурятского государственного университета.

## Научная деятельность
Является основоположником нового научного направления по изучению закономерностей взаимодействия народов в контексте развития культур «Восток-Запад». Ещё одно направление научной деятельности — индивидуализация процесса подготовки спортсменов.
Под руководством С. В. Калмыкова защищены 3 докторские и 24 кандидатские диссертации. Является ответственным редактором Всероссийского сборника научных трудов «Восток-Запад».
Автор более 200 научных трудов, в том числе 12 монографий, 3 учебных пособий, 1 авторского свидетельства.

## Награды и почётные звания
- «Заслуженный работник физической культуры Бурятской АССР» (18 ноября 1989)
- «Почётный работник высшего профессионального образования Российской Федерации» (11 января 2000)
- Знак «За отличные успехи в области образования СССР» (27 сентября 1989)
- Орден Полярной звезды (МНР, 2007)
- Медаль «Дружба» (МНР, 2005)
- Государственная награда Республики Бурятия — медаль «Агван Доржиев», 2010
- Медаль ордена «За заслуги перед Отечеством» II степени, 2010